# Оксидендрум
Оксидендрум (лат. Oxydendrum) — монотипный род растений семейства Вересковые. Единственный представитель — Oxydendrum arboreum (L.) DC.

## Ареал
Растения встречаются в восточной части Северной Америки, от юга южной Пенсильвании до северо-запада Флориды, а также западнее до южного Иллинойса. Часто рассматриваются в качестве компонента дубово-верескового леса.

## Биологическое описание
Листопадные деревья высотой до 12 м. Ствол до 50 см в диаметре. Листья 8—20 см в длину и 4—9 см в ширину, с зазубренным краем, тёмно-зеленого цвета, расположены по спирали. Цветки белые, мелкие, колокольчатые, пахучие. Плод представляет собой опушённую капсулу, которая составляет от 6 до 13 мм и содержит много мелких семян; плодоножка изогнутая.

## Использование в культуре
Оксидендрум отличается высокой зимостойкостью и выращивается в северных районах как декоративное растение на газонах и в парках. Багровая осенняя окраска листьев растений считается особенно красивой. Деревья являются медленно растущими и теневыносливыми, но растут и в солнечных местах. Кислые листья вида Oxydendrum arboreum употребляются в пищу в сыром виде; изучалось их применение в медицине.